# Velîke, Starîi Sambir
Velîke (în ucraineană Велике) este un sat în comuna Kneajpil din raionul Starîi Sambir, regiunea Liov, Ucraina.

## Demografie
Componența lingvistică a localității Velîke
     Ucraineană (100%)
Conform recensământului din 2001, toată populația localității Velîke era vorbitoare de ucraineană (100%).